# ガーディアン・ガールズ
ガーディアン・ガールズ・インターナショナル（英: Guardian Girls International, GGI)は、ロサンゼルスに国際本部を置く国際NGO。2019年に創設。国際キフ機構（KIF）の下部組織。世界のガーディアン・ガールズ事業及び各プロジェクトを総括。2023年と2024年には、１６各国に発足。
女性・少女を対象に、武道やスポーツを通じてジェンダーに基づく暴力（GBV）を解消することを目的とする。持続可能な開発目標（SDGs）の目標の1つである「ジェンダー平等を実現しよう」を推進する。
日本国内では、KIFに加盟する全国組織「キフジャパン」が統括と普及を図っている。

## 事業内容
女性を対象にした実践型の女性護身術の訓練を通じて、心を磨き、技を極め、体を鍛える。柔道・空手道・合気道・少林寺拳法など日本発祥の武道を始め、世界各国の武術や格闘技を取り入れている。
各武道・武術・格闘技の特色をフル活用し、戦略的に強制わいせつや痴漢等の犯罪から自分自身を守るための技術や体力を身に付け、また、いかに危険を避けて行動するかという知識や心構えも身につける。
本事業を戦略的及び包括的に実施するため、関連する政府機関、国連機関、国際競技連盟・国内競技連盟、国際NGO、企業等と提携を促進している。各国・地域の人種、宗教、文化、地域の状況に応じて、戦略的かつ包括的に提携先・現地の支援団体と各プロジェクトを計画・実施している。

### セミナー
ガーディアン・ガールズ・セミナーは、少女及び女性を対象にした1時間から2時間程度の女性護身術のセミナー。各国において、提携先が中心となって企画・運営を実施。

### アカデミー
ガーディアン・ガールズ・アカデミーは、継続的に中・長期間にわたって実施する女性護身術のセミナー。各国において、提携先が中心となって企画・運営を実施。

## 沿革
- 2019年
  - 11月 - ケニアで開催された国連人口基金(UNFPA)・ケニア政府・デンマーク政府主催『国際人口開発会議』（ICPD）に参加。当事業を発表。
  - 12月 - 国連人口基金（UNFPA）とMOUを締結。
- 2022年
  - 5月 - 国際競技連盟「世界空手連盟」（WKF）とMOUを締結。
  - 10月 - ロサンゼルスにて、「ガーディアン・ガールズ・空手道」（GGK）プロジェクトを発足。
- 2023年
  - 1月 - エジプトにて、GGK発足。WKF、UNFPAエジプト事務所、エジプト空手連盟、在エジプト日本大使館等が連携。エジプト政府のスポーツ大臣等が出席。
  - 3月 - モロッコにて、GGK発足。WKF、UNFPAモロッコ事務所、モロッコ空手連盟、在モロッコ日本大使館と連携。
  - 4月 - ロサンゼルスにて、GGKセミナーを開催。
  - 5月 - スペインにて、GGK発足。GGK発足。WKF、UNFPAロンドン事務所、スペイン空手連盟、在スペイン日本大使館と連携。
  - 6月 - 福岡にて、GGK発足。WKF、駐日UNFPA事務所、全日本空手道連盟、駐日米国大使館及び在福岡米国領事館と連携。
  - 9月 - アイルランドにて、GGK発足。WKF、アイルランド空手連盟、在アイルランド日本大使館と連携。
  - 11月 - ハンガリーにて、GGK発足。WKF、ハンガリー空手連盟、在ハンガリー日本大使館と連携。
  - 12月 - GGK女性指導者を育成し、空手道の各国内競技連盟を通じてGGK発足する為、WKFとGGI主催「GGK指導者正式認定コース」プログラムをスペインで実施。WKFに加盟するイタリア、アイルランド、メキシコ、ジャマイカ、ドイツ、スウェーデン、アメリカ、カナダの各国内競技連盟が参加。
- 2024年
  - 2月 - コロンビアにて、「ガーディアン・ガールズ・合気道」（GGA）プロジェクトを発足。在コロンビア日本大使館と国際合気道連盟と連携。コロンビア合気道連盟とMOUを締結。レセプションに、コロンビア政府のスポーツ副大臣等が参加。
  - 4月
    - 東京の清泉インターナショナルスクールにて、GGAを発足。合気会と連携。
    - UAE・アブダビのソルボンヌ大学にて、女性学生を対象に「ガーディアン・ガールズ・柔道」（GGJ）プロジェクトのパイロット事業を実施。
    - UAE・ドバイの在ドバイ米国総領事館にて、ガーディアン・ガールズ事業のプレゼンを実施。

  - 5月
    - ペルーにて、GGAを発足。APEC、在ペルー日本大使館、UNFPAペルー事務所、ペルー合気道連盟と連携。中南米合気道連盟とMOUを締結。レセプションに、ペルー政府の女性大臣等が参加。
    - ペルーの在ペルー米国大使館にて、GGAデモンストレーションを開催。

  - 9月 - イタリアにて、イタリア空手連盟が、GGKセミナーを開催・発足。
  - 11月
    - ミャンマーにて、ASEAN女性委員会（ACW）とASEAN女性・児童人権保障委員会（ACWC）会合が開催され、オンラインで公式参加、プレゼンを実施。
    - ジャマイカにて、ジャマイカ空手連盟が、同国でGGKセミナーを開催・発足。

  - 12月 - 国連大学とMOUを締結。
- 2025年
  - 1月 - バチカン市国にて、ローマ教皇庁から招待を受け、小山田真氏はローマ教皇・フランシスコとプライベート・オーディエンス（個別面談）[3]。

## 国際プロジェクト
本事業の一環として、国際レベルで提携した各組織と立ち上げたプロジェクト。

### ガーディアン・ガールズ・空手道（GGK）
2022年5月、アメリカのロサンゼルスにて、「ガーディアン・ガールズ・空手道」プロジェクト（英: Guardian Girls Karate）を発足。世界空手連盟（WKF）とグローバル協定を締結。。

### ガーディアン・ガールズ・合気道（GGA）
2024年2月、コロンビアのボゴタにて、「ガーディアン・ガールズ・合気道」（英: Guardian Girls Aikido）を発足。国際合気道連盟（IAF）と連携。中南米合気道連盟（ULA）と地域協定を締結。

### ガーディアン・ガールズ・柔道（GGJ）
2024年5月、UAEのアブダビにて、「ガーディアン・ガールズ・柔道」（英: Guardian Girls Judo）のパイロット版セミナーを実施。国際柔道連盟（IJF）と連携。

## 主な提携及び協力先
グローバル提携
- 国連人口基金（UNFPA）- 2019年締結。
- 世界空手連盟（WKF）- 2022年締結。
- 国連大学（UNU）- 2024年締結。
- 中南米合気道連盟（ULA）- 2024年締結。

主な協力機関
- 各国政府の関係省庁及び大使館・総領事館
- 東南アジア諸国連合（ASEAN）
- アジア太平洋経済協力（APEC）
- 国際合気道連盟（IAF）
- 国際柔道連盟（IJF）

## 活動地域
| ヨーロッパ   |              |            |          |
| ------------ | ------------ | ---------- | -------- |
| スペイン     | アイルランド | ハンガリー | イタリア |
| スウェーデン |              |            |          |

| アフリカ   |                  |        |        |
| ---------- | ---------------- | ------ | ------ |
| エジプト   | モロッコ         | ケニア | ガーナ |
| タンザニア | コンゴ民主共和国 | トーゴ |        |

| 北米           |        |          |            |
| -------------- | ------ | -------- | ---------- |
| アメリカ合衆国 | カナダ | メキシコ | ジャマイカ |

| 南米       |        |  |  |
| ---------- | ------ |  |  |
| コロンビア | ペルー |  |  |

| アジア |            |  |  |
| ------ | ---------- |  |  |
| 日本   | スリランカ |  |  |

## 表彰
- 2024年4月：アメリカ連邦捜査局（FBI）クリストファー・レイ長官より、「Community Leadership Awards」を受賞。